# Momcsilló Tapavicza
Momcsilló Tapavicza (Srbobran, 14 oktober 1872 – Pula, 10 januari 1949) was een Hongaars tennisser, gewichtheffer, worstelaar en architect, van Servische afkomst. Hij nam deel aan de Olympische Zomerspelen van 1896 in Athene.
Tapavicza was de eerste Serviër die een medaille op de Olympische Spelen won. Hij won een bronzen medaille in het tennisenkelspel op 23-jarige leeftijd. Hij nam niet deel aan het dubbelspel. Bij gewichtheffen eindigde hij zesde en laatste bij de tweehandige gewichten. In het worstelen verloor hij in de eerste ronde van de Griekse bronzenmedaillewinnaar Stephanos Christopoulos.

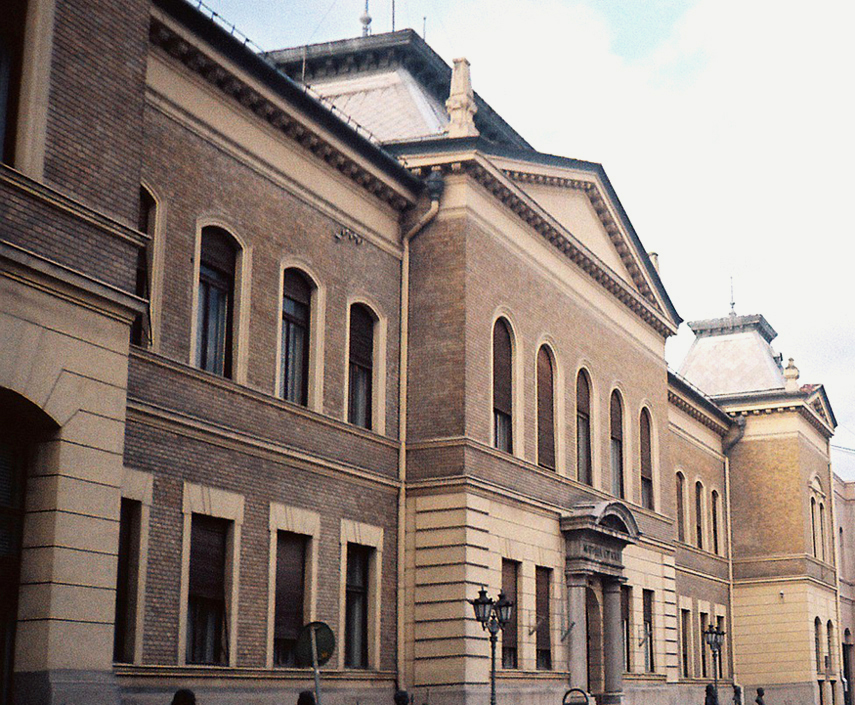
Door Tapavicza ontworpen gebouw in Novi Sad

Na zijn sportcarrière werkte hij als architect.